# Ilyplana aberrans
Ilyplana aberrans is een platworm (Platyhelminthes). De worm is tweeslachtig. De soort leeft in het zoute water.
Het geslacht Ilyplana, waarin de platworm wordt geplaatst, wordt tot de familie Ilyplanidae gerekend. De wetenschappelijke naam van de soort werd voor het eerst geldig gepubliceerd in 1925 door Bock.